# 計堯俞
計堯俞（？—？），四川成都府綿州軍籍。

## 生平
父计之泰，廪生，以子尧俞贵，赠文林郎云南昆明县知县。
天啓五年（1625年）乙丑科進士，授昆明知县，崇祯五年五月考选。